# Władcy Dál nAraidi
Władcy Dál nAraidi – królowie i lordowie, wywodzący się z ludu Cruithni, jednego z trzech głównych królestw Ulsteru. Współzawodniczyli z Dál Fiatach o supremację nad Ulaidem. Ich centrum znajdowało się w Ráith Mór, na wschód od Antrim na terenie obecnego hrabstwa Antrim. Według Roczników Czterech Mistrzów władcy od 790 r., zamiast tytułu rí („króla”), posiadali irlandzki tytuł tigerna („pan”, „lord”). Jednak Roczniki Ulsteru nadal tytułują ich królami. Od imienia króla Lethlobara II dynastia otrzymała nazwisko Ua Leatlobair, później Ua Loingsig (Ó Loingsigh, zanglizowane Lynch) od jego wnuka Loingsecha. W 1177 r. Dalaradia (Dál nAraidi) została najechana przez armię normańską pod wodzą Jana de Courci; ci zabili Donnella, wnuka Cathasacha, lorda Dalaradii.

## Legendarni królowie Dál nAraidi i Cruithni
- Fiacha Araide (20 lat; także król Ulsteru; eponim Dál nAraidi) [syn Aengusa I Goibnenna, króla Ulsteru]
- Fedlimid mac Fiachach (15 lat) [syn]
- Imchad mac Fedlimthi (7 lat) [syn]
- Rossa mac Imchada (2 lata; także król Ulsteru) [syn]
- Eochaid I mac Lugdach (20 lat) [wnuk]
- Cruind Badrui (22 lata) [syn]
- Froechar Fortren (10 lat) [syn]
- Fergus Foga (40 lat; także król Ulsteru) [syn]
- Coelbad mac Cruind Badrui (25 lat; także król Ulsteru i arcykról Irlandii) [stryj]
- Saran mac Coelbad (26 lat; także król Ulsteru) [syn]
- Condla mac Coelbad [brat]
- Fiachra I Lonn (fl. 482) [brat]

## Królowie Dál nAraidi i Cruithni
- Eochaid II mac Condlai (ok. 498-553; król Ulsteru 525-553) [syn Condli]
- Áed I Brecc (553-563)
- Báetán mac Echach [syn Eochaida II]
- Áed II Dub mac Suibni Araidi (563-588; król Ulsteru 581-588)
- Fiachna Lurgan (588-626; król Ulsteru 588-626) [syn Báetána]
- Congal Cláen mac Scandail (626-637) [wnuk]
- Lóchéni mac Fíngin (637-645)
- Scandal mac Bécce (ok. 637-646) [prawnuk Báetána]
- Eochaid III Iarlaithe (645-666) [syn Fiachny Lurgana]
- Cathassach I mac Lurggéne (ok. 645-668) [brat]
- Máel Cáich mac Scannail (646-666) [syn Scandala]
- Cathassach II mac Máele Cáich (666-682) [syn]
- Dúngal Eilni mac Scandail (ok. 668-681) [stryj]
- Ailill mac Dúngaile (682-690) [syn]
- Áed III Aired (690-698)
- Congalach mac Cummascaig (ok. 697) [wnuk Scandala]
- Cú Chuarán mac Dúngaile (698-708; król Ulsteru 707-708) [brat Aililla]
- Lethlobar I mac Echach (708-709) [syn Eochaida III]
- Fiachra II Cossalach (709-710) [syn Dúngala?]
- Dub dá Inber mac Congalaig (710-727) [syn Congalacha]
- Eochaid IV mac Echach (ok. 715) [brat Lethlobara I]
- Cathassach III mac Ailella (Cathussach) (727-735, abdykował; król Ulsteru 735-749) [syn Aililla]
- Indrechtach mac Lethlobair (735-741) [syn Lethlobara I]
- Flaithróe mac Fiachrach (741-774) [syn Fiachry II?]
- Cináed I Ciarrge mac Cathussaig (774-776) [syn Cathassacha III]
- Tommaltach I mac Indrechtaig (776-790; król Ulsteru 789-790) [syn Indrechtacha]
- Bressal mac Flaithrí (790-792) [syn Flaithróe]
- Eochaid V mac Bressail (król Płn. Dál nAraidi 792-824) [syn]
- Cináed II mac Eochada (król Dál nAraidi z Północy ?-832) [syn]
- Flannacán mac Eochada (król Płn. Dál nAraidi 832-849) [brat]
- Lethlobar II mac Loingsig (824?-873; król Ulsteru; eponim rodu Ua Lethlobair) [wnuk Tommaltacha I]
- Cenn Étig mac Lethlobair (873-900; król Ulsteru 898-900) [syn]
- Muiredach mac Meic Étig (koregent ?-892) [syn]
- Bécc Ua Lethlobair (900-904) [brat]
- Loingsech Ua Lethlobair (904-932; król Ulsteru 925-932; eponim rodu Ua Loingsig) [brat]
- Tommaltach II Ua Lethlobair (932-?) [brat]
- Cathal mac Tommaltaig [syn]
- Cellach mac Bécce (?-941) [syn Bécca]
- Áed IV mac Loingsig (941-972; król Ulsteru 971-972) [syn Loingsecha]
- Lethlobar III Ua Fiachna (972-977)
- Flathrui Ua Loingsig (977-985) [syn Áeda IV]
- Donnchad I Ua Loingsig (985-1003) [brat]
- Domnall I Ua Loingsig mac Loingsich (?- 1015)
- Conchobar Ua Loingsig (?- 1046)
- Domnall II Ua Loingsig (?- 1065)
- Ua Eochaidén (król ?-1070)
- Ua Loingsig I (?-1077)
- Finnchas Ua Loigsig (król ?-1113)
- Donnchad II Ua Loingsig (?- 1114)
- Áed V Ua Loingsig (?-1130)
- Domnall III Ua Loingsig (?- 1141)
- Ua Loingsig II (?-1156)
- Cú Ulad mac Deóraid Ua Flainn (?-1158; lord Ui Thuirtre)
- Cú Maigi Ua Flainn (Cooey O’Flynn) (król Uí Thuirtre, Fir Lí i Dál nAraidi ?-1176)